# Never Ever
"Never Ever" er en sang af den britisk-canadiske pigegruppe All Saints. Sangen er skrevet af All Saints-medlemmet Shaznay Lewis sammen med sangskriverne Robert Jazayeri og Sean Mather, hvor de anvendte melodien fra den kendte britiske folkesang "Amazing Grace". Sangen er produceret af Cameron McVey og Magnus Fiennes, og blev udgivet den 17. november 1997 som den anden single fra deres debutalbum All Saints fra 1997. Sangen optrådte senere på deres kompilationsalbum All Hits fra 2001, Pure Shores: The Very Best of All Saints fra 2010 og deres remix-kompilation The Remix Album fra 1998. Lyrikken i sangen handler om pigernes følelser efter et pludselig break-up, hvor pigerne spørger hvad der gik galt i deres respektive forhold.
I marts 2013 var det den næstbedst sælgende single af en pigegruppe nogensinde i Storbritannien, kun overgået af Spice Girls' "Wannabe".

## Baggrund
Efter succesen med deres debutsingle, "I Know Where It's At", besluttede gruppen at indspille og producere deres eget debutalbum i fuld længde. "Never Ever" blev udgivet som den anden single fra deres første album, All Saints (1997). Sangen blev skrevet af All Saints-medlemmet Shaznay Lewis sammen med Robert Jazayeri og S. Mather, og den blev produceret af Cameron McVey og Magnus Fiennes. Lewis skrev sangen efter at have slået op med sin kæreste, men musikken skulle give det indtryk, at alt nok skulle fungere. All Saints fløj til USA, hvor sangen blev indspillet og produceret af Mather og Jazayeri. Som følge af kontrolproblemer fik London Records Cameron McVey fløjet ind for at gennemføre yderlige produktion på nummeret, da tid og afstand var besværlig. Desuden var disse tilføjelser en følge af Camerons forhold til Lewis. Lewis var lykkelig over sangens succes, fordi den var skrevet om et personligt forhold, der var gået i stykker, og hun udtalte at "jeg havde aldrig troet, at der kunne komme så meget g0dt ud af sådan en dårlig situation."
All Saints fløj til Washington, D.C., hvor de indspillede vokalerne, bortset fra introen, som blev indspillet i Battery Studios i London, og som blev bevaret fra den oprindelige demo, da man ikke kunne genskabe stemningen fra den oprindelige indspilning, og alle blev derfor enige om at beholde den oprindelige demo-vokal.
Der var dog også kontroverser forbundet med at producere og skrive sangen. Robert Jazayeri, der skrev sangen, udstedte en stævning mod All Saints, og de fik 40 % af rettighederne til nummeret. Da han ikke var tilfreds lagde Jazayeri sag an mod gruppens pladeselskab London Records og All Saints' manager, som dog blev løst ved forlig blandt de involverede.

## Komposition
Sangen har 67 taktslag i minuttet, og melodien bruger den britiske folkemelodi "Amazing Grace" som udgangspunkt. Teksten handler om pigernes første indtryk efter en trist afslutning på et forhold, og pigerne spørger hvad de gjorde galt i forholdet.
Stephen Thomas Erlewine fra AllMusic beskrev indholdet som en "ekstraordinær gospelsang". Nick Butler fra Sputnikmusic beskrev sangen som en "power ballad". Ifølge Dusk411 "er "Never Ever" en skællet, monoton sang om hjertesorger. Den åbner med en halvt sunget, halvt talende solo, hvor pigen ønsker nogle svar og klandrer sig selv for hele bruddet."

## Modtagelse

### Anmeldelser
"Never Ever" modtog positive anmeldelser fra musikkritikerne. Nick Butler fra Sputnikmusic skrev, "'Never Ever' er en fantastisk sang; meget retfærdigt bliver den stadig spillet en del i dag, og jeg nyder den stadig når den bliver spillet på en af VH1's Power Ballad-dage." Stephen Thomas Erlewine fra AllMusic pegede på "Never Ever" som et højdepunkt på sangen og sagde at den ""viser vejen"" for All Saints' karriere. Han anmeldte All Hits-albummet og sagde at nummeret var et "grundlæggende hit", men skrev også at det "skilte sig ud". Dusk411 har derimod beskrevet gruppens vokaler som "svage". Han roste Lewis' evner, men sagde at resten af gruppens vokaler var "flade og nasale". Billboard rangerede sangen som #47 på deres liste over 100 Greatest Girl Group Songs of All Time.

### Kommerciel succes
"Never Ever" debuterede som nummer 3 på UK Singles Chart, før den kom op på førstepladen for en enkelt uge. Det blev den af gruppens sange, der lå længste tid på denne hitliste, og den nåede 26 uger på listen, hvoraf 15 af dem var i top 10. Den havde solgt over 1,35 millioner eksemplarer i Storbritannien i april 2016. Det er også den bedst sælgende single af en pigegruppe nogensinde i Storbritannien, kun overgået af Spice Girls' sang "Wannabe".
Sangen debuterede som nummer 30 på Australian Singles Chart og nåede helt op som nummer ét, hvor den var i 7 sammenhængende uger, og den forblev på hitlisten i 22 uger. Den oplevede succes på hitlisterne og blev certificeret 2× Platin af Australian Recording Industry Association (ARIA) med et salg på 140.000. Sangen opnåede også succes i New Zealand, hvor den debuterede oms nummer ét, og beholdt denne plads i 5 sammenhængende uger. Det blev gruppens eneste nummer-ét hit i dette land. Den var på hitlisten i 13 uger i alt.
Sangen havde også succes i Europa. Den debuterede som nummer 10 på Sverigetopplistan, og toppede som nummer 3 i en enkelt uge, og havde sammenlagt 20 uger på listen. Den blev certificeret guld her. På den franske hitliste debuterede den som nummer 27 og toppede som nummer fire i en enkelt uge, og var på listen i 21 uger. Sangen toppede som nummer fire i Holland i 3 sammenhængende uger, og tilbragte 24 uger på listen. Den debuterede som nummer 20 i på Ö3 Austria Top 40 og toppede som nummer 7 i to uger. Den var 19 uger på listen i Østrig. I Norge debuterede den som nummer 15 og toppede som nummer 6, før den røg ud af listen efter sammenlagt 12 uger. På Finlands officielle hitliste var den mindre succesfuld, idet den toppede som nummer12 og var på hitlisten i 2 uger. Ved Brit Awards i februar 1998 blev den kåret som årets bedste britiske single.
"Never Ever" opnåede en vis succes i Nordamerika. Den debuterede som nummer 13 på den amerikanske Billboard Hot 100, og toppede som nummer 4, hvor den blev gruppens første top 10 hit og deres højest placerede nogensinde. Sangen toppede som nummer fire på Canadian Singles Chart.

## Eftermægle
Sangen blev listet i Guinness Rekordbog som Top British Singles. Der blev solgt sammenlagt 1.263.658 eksemplarer i Storbritannien, hvilket gjorde det til All Saints' største hit; 770.000 eksemplarer blev solgt inden den blev nummer ét, og dette er mere end nogen anden single på UK chart history. Ved 1998 Brit Awards vandt All Saints to Brit Awards for denne single: Best British Single og Best British Video, og slog "Bitter Sweet Symphony" af The Verve, "Song 2" af Blur, "Paranoid Android" af Radiohead og "Something About the Way/Candle in the Wind '97" af Elton John.
Melodien i sangen er baseret på den overlæggende melodi "New Britain", der er den mest almindelige til "Amazing Grace", hvilket ifølge Ger Tillekens er årsagen til, at sangen fik så stor succes. Selvom teksten og musikken er meget anderledes, så "Never Ever" baseret på en let genkendelig og populær sang.

## Musikvideo
Da musikvideoen blev udgivet i Europa indeholdt den klip med All Saints' medlemmer i en swimmingpool og herefter i et hus. Videoen blev filmet af modefotografen Sean Ellis.
Til det amerikanske marked blev videoen genindspillet og genklippet i en kirke. Da The Video blev udgivet, besluttede man at inkludere begge udgaver af musikvideoen, fordi det europæiske publikum ikke havde set begge. I Canada spillede Much Music begge versioner.

## Formater og sporliste
Dette er formaterne og sporlisterne fra de større singleudgivelser af "Never Ever".
| CD 1 / Australsk CD | CD 1 / Australsk CD                      | CD 1 / Australsk CD |
| ------------------- | ---------------------------------------- | ------------------- |
| 1.                  | "Never Ever"                             | 5:15                |
| 2.                  | "Never Ever" (Nice Hat Mix)              | 5:13                |
| 3.                  | "I Remember"                             | 4:08                |
| CD 2                |                                          |                     |
| 1.                  | "Never Ever"                             | 5:15                |
| 2.                  | "Never Ever" (Booker T's Vocal Mix)      | 6:19                |
| 3.                  | "Never Ever" (Booker T's Down South Dub) | 6:28                |
| 4.                  | "Never Ever" (Booker T's Up North Dub)   | 5:55                |
| Kassette/To spor    |                                          |                     |
| 1.                  | "Never Ever"                             | 5:15                |
| 2.                  | "I Remember"                             | 4:08                |
| 12 inch             |                                          |                     |
| 1.                  | "Never Ever" (All Star Remix)            | 3:59                |
| 2.                  | "Never Ever" (Booker T's Vocal Mix)      | 6:19                |

## Hitlister
| Hitliste (1997–98)                               | Højeste placering |
| ------------------------------------------------ | ----------------- |
| Australien (ARIA)                                | 1                 |
| Østrig (Ö3 Austria Top 40)                       | 7                 |
| Canada (Canadian Singles Chart)                  | 4                 |
| Holland (Dutch Top 40)                           | 4                 |
| Finland (Finske singlehitliste)                  | 12                |
| Frankrig (SNEP)                                  | 4                 |
| Tyskland (Media Control Charts)                  | 18                |
| Irland (Irish Singles Chart)                     | 2                 |
| New Zealand (RIANZ)                              | 1                 |
| Norge (VG-lista)                                 | 6                 |
| Sverige (Sverigetopplistan)                      | 3                 |
| Schweiz (Swiss Music Charts)                     | 4                 |
| Storbritannien Singles (Official Charts Company) | 1                 |
| USA (Billboard Hot 100)                          | 4                 |
| USA (Billboard Mainstream Top 40)                | 3                 |

| Hitliste (1997)                   | Placering |
| --------------------------------- | --------- |
| Storbritannien (UK Singles Chart) | 16        |
| Hitliste (1998)                   | Placering |
| New Zealand (Recorded Music NZ)   | 9         |
| Storbritannien (UK Singles Chart) | 13        |
| USA (Billboard Hot 100)           | 42        |